# Nojorid (gmina)
Nojorid – gmina w Rumunii, w okręgu Bihor. Obejmuje miejscowości Apateu, Chișirid, Leș, Livada de Bihor, Nojorid, Păușa i Șauaieu. W 2011 roku liczyła 5240 mieszkańców.